# Mind Bomb
Mind Bomb är ett album från 1989 med The The.

## Låtlista
Låtarna är skrivna av Matt Johnson, om inget annat noterat.
1. "Good Morning, Beautiful" - 7:28
2. "Armageddon Days Are Here (Again)" - 5:40
3. "The Violence of Truth" - 5:40
4. "Kingdom of Rain" - 5:51
5. "The Beat(en) Generation" - 3:04
6. "August & September" - 5:45
7. "Gravitate to Me" - 8:09 (Johnson, Johnny Marr)
8. "Beyond Love" - 4:22